# Callum Robinson
Callum Robinson, né le 2 février 1995 à Northampton (Angleterre), est un footballeur international irlandais qui évolue au poste d'attaquant au Cardiff City FC.

## Biographie

### En club
Le 12 juillet 2019, il rejoint Sheffield United. Le 29 janvier 2020, il est prêté à West Bromwich Albion jusqu'à la fin de la saison.

### En équipe nationale
Né en Angleterre, Robinson est éligible pour porter les couleurs de son pays natal et de l'Irlande grâce aux origines de sa grand-mère. En 2015, Callum Robinson participe au Tournoi de Toulon avec l'équipe d'Angleterre des moins de vingt ans. Il inscrit un but contre la Côte d'Ivoire et l'Angleterre se classe quatrième de la compétition.
En mars 2018, il déclare qu'il souhaite porter le maillot de la république d'Irlande.
Le 3 septembre 2018, il est sélectionné pour la première fois en équipe d'Irlande. Trois jours plus tard, il honore sa première sélection en étant titularisé contre le pays de Galles (défaite 4-1).

## Statistiques
| Saison                | Club                        | Championnat           | Championnat | Championnat | Coupe(s) nationale(s) | Coupe(s) nationale(s) | Total | Total |
| Saison                | Club                        | Division              | M.          | B.          | M.                    | B.                    | M.    | B.    |
| 2013-2014             | Aston Villa                 | Premier League        | 4           | 0           | 1                     | 0                     | 5     | 0     |
| Sous-total            | Sous-total                  | Sous-total            | 4           | 0           | 1                     | 0                     | 5     | 0     |
| 2014-2015             | Preston North End (prêt)    | League One            | 25          | 4           | 3                     | 3                     | 28    | 7     |
| 2015-2016             | Bristol City (prêt)         | Championship          | 6           | 0           | 1                     | 1                     | 7     | 1     |
| 2015-2016             | Preston North End (prêt)    | Championship          | 14          | 2           | 1                     | 0                     | 15    | 2     |
| Sous-total            | Sous-total                  | Sous-total            | 45          | 6           | 5                     | 4                     | 50    | 10    |
| 2016-2017             | Preston North End           | Championship          | 42          | 10          | 4                     | 1                     | 46    | 11    |
| 2017-2018             | Preston North End           | Championship          | 41          | 7           | 2                     | 0                     | 43    | 7     |
| 2018-2019             | Preston North End           | Championship          | 27          | 12          | 1                     | 1                     | 28    | 13    |
| Sous-total            | Sous-total                  | Sous-total            | 110         | 29          | 7                     | 2                     | 117   | 31    |
| 2019-2020             | Sheffield United            | Premier League        | 16          | 1           | 3                     | 1                     | 19    | 2     |
| Sous-total            | Sous-total                  | Sous-total            | 16          | 1           | 3                     | 1                     | 19    | 2     |
| 2019-2020             | West Bromwich Albion (prêt) | Championship          | 16          | 3           | -                     | -                     | 16    | 3     |
| 2020-2021             | West Bromwich Albion        | Premier League        | 28          | 5           | 1                     | 1                     | 29    | 6     |
| 2021-2022             | West Bromwich Albion        | Championship          | 43          | 7           | 1                     | 1                     | 44    | 8     |
| 2022-2023             | West Bromwich Albion        | Championship          | 4           | 0           | 2                     | 0                     | 6     | 0     |
| Sous-total            | Sous-total                  | Sous-total            | 91          | 15          | 4                     | 2                     | 95    | 17    |
| 2022-2023             | Cardiff City                | Championship          | 22          | 5           | 1                     | 2                     | 23    | 7     |
| 2023-2024             | Cardiff City                | Championship          | 23          | 1           | 2                     | 1                     | 25    | 2     |
| 2024-2025             | Cardiff City                | Championship          | 27          | 12          | 1                     | 0                     | 28    | 12    |
| Sous-total            | Sous-total                  | Sous-total            | 72          | 18          | 4                     | 3                     | 76    | 21    |
| Total sur la carrière | Total sur la carrière       | Total sur la carrière | 338         | 69          | 24                    | 12                    | 362   | 81    |